# 签署美利坚合众国宪法的情景

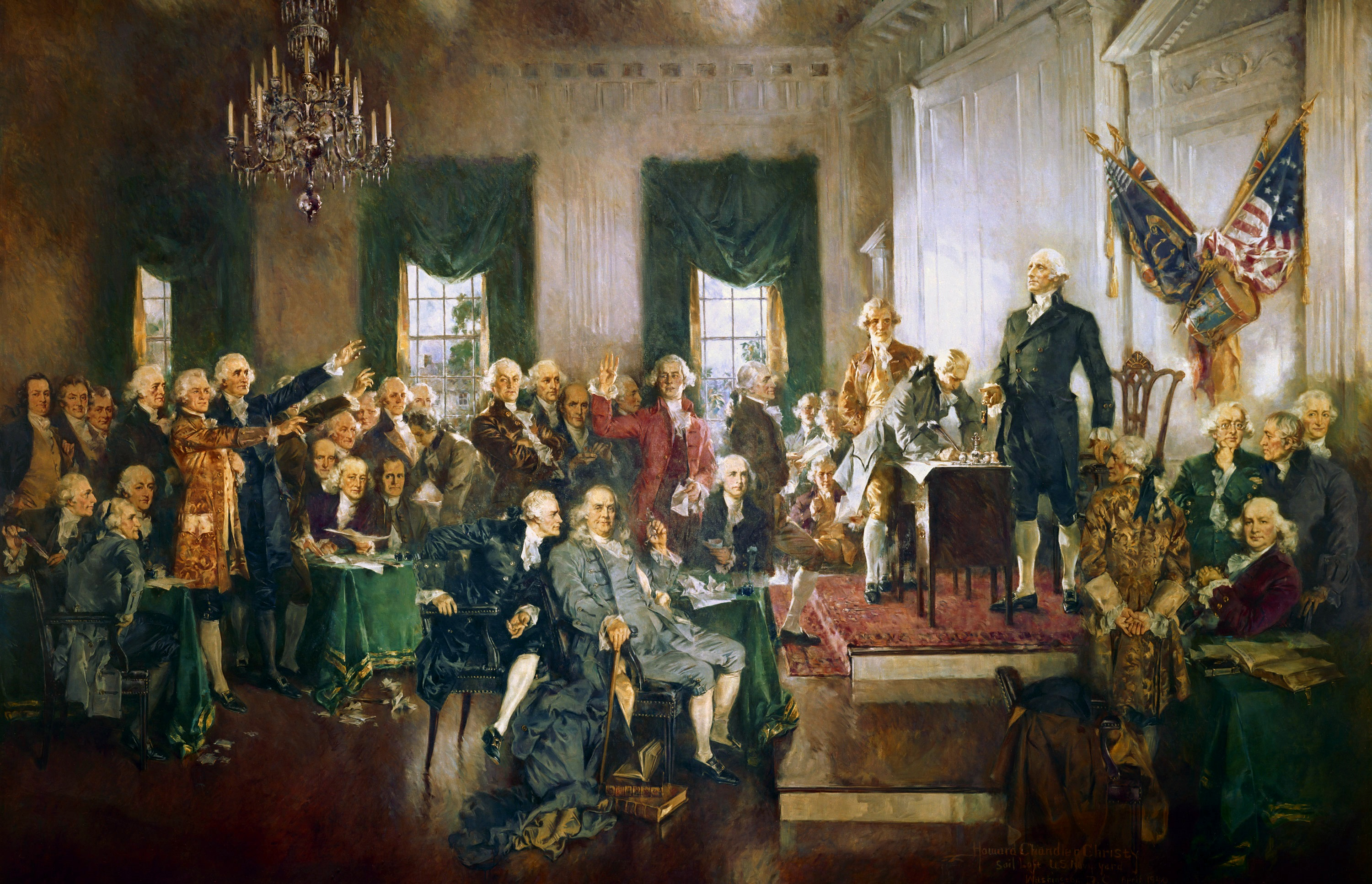
霍华德·钱德勒·克里斯創作的《签署美利坚合众国宪法的情景》

美国宪法签署时的场景（Scene at the Signing of the Constitution of the United States）是霍华德·钱德勒·克里斯於1940年4月创作的一幅油画，描绘的是1787年9月17日在费城独立厅舉辦的美利坚合众国制宪会议上眾人签署美国宪法時的场景。这幅画非常大（20×30英尺）。目前这幅画被陈列在美國國會大廈美国众议院的东侧楼梯旁。